# Plaça d'Osca
La plaça d'Osca és una de les més tradicionals del barri de Sants de Barcelona, envoltada d'edificacions típiques del segle xix.

## Història
Hi hagué el mercat de Sants fins al seu trasllat el 1913 a l'actual emplaçamant.
Tot i que popularment se l'havia coneguda com a plaça Vella, el seu nom oficial ha anat variant al llarg dels anys: Isabel II i Mercat.